# 北の出世船
「北の出世船」（きたのしゅっせぶね）は、2016年8月24日に発売された福田こうへいのシングル。販売元はキングレコード。

## 概要
- 新曲としては「峠越え」以来2年ぶりのシングル。
- オリコンランキングでは、初登場13位を記録した。

## 収録曲
1. 北の出世船
  - 作詞：仁井谷俊也／作曲：四方章人／編曲：前田俊明
2. 男道
  - 作詞：浅沼肇／作曲：山田倫久／編曲：前田俊明
3. 北の出世船 オリジナルカラオケ
4. 北の出世船 （一般男声用半音下げカラオケ）
  - カラオケのキーを-1に設定したもの。
5. 男道 　オリジナルカラオケ